# Тарабулси, Мохамед
Мохамед Хеир Тарабулси (араб. محمد خير طرابلسي‎, р. 26 сентября 1950 — 21 августа 2002) — ливанский тяжелоатлет, призёр Олимпийских игр.
Мохамед Тарабулси родился в 1950 году в Бейруте. В 1972 году он завоевал серебряную медаль на Олимпийских играх в Мюнхене.